# Frowin von Hutten († 1373)
Frowin von Hutten (* vor 1347; † 1373 in Steinau an der Straße) war ein Edelknecht und Amtmann.

## Leben
Frowin entstammt dem fränkischen Adelsgeschlecht derer von Hutten. Er war der Sohn von Friedrich von Hutten und seiner Frau Hedwig. Das Geburtsjahr von Frowin ist nicht gesichert. Seine Mutter starb im Jahr 1347 und er war vermutlich das zweite von sieben Kindern und er tritt bereits 1350 als Lehensmann auf, daher darf von einem Geburtsdatum um einige Jahre vor 1347 ausgegangen werden. Seine Geschwister waren Friedrich, Hedwig, Peter, Irmengard, Konrad und Ludwig. Da Frowin einen Onkel gleichen Namens hatte, wird er zum Teil auch Wortwin genannt.
Frowin war in erster Ehe mit einer Gute (Jutta) verheiratet und in zweiter Ehe mit Anna, geb. Rüdt von Collenberg. Aus seinen Ehen entsprangen die Kinder Friedrich, Frowin, Elisabet, Konrad (Cunz) und Anna.
Frowin wurde im Jahre 1350 als Lehensmann des Abts des Klosters Schlüchtern mit der Vogtei über einen Teil des Ortes Kressenbach (zusammen mit seinem Bruder Konrad) und Besitzungen in Reinhards belehnt. Später wurden Frowin und sein Bruder Konrad Amtmänner in Arnstein und hatten das Amt Arnstein zeitweise auch zum Pfand inne.
Die von Hutten schlossen 1360 ein Schutz- und Trutzbündnis mit denen von Thüngen woran auch Frowin beteiligt war. Im Rahmen dieses Bündnisses ist auch der Erwerb eines Teils des Gerichtes Zeitlofs im Jahr 1361 durch Frowin zu sehen.

### Beziehungen zu den Herren von Hanau
Anfangs hatten Frowin und sein Bruder Konrad offenbar gute Beziehungen zu den Herren von Hanau. Doch im Laufe der Zeit kam es zu Zwistigkeiten, weil die Herren von Hanau Gebietserweiterungen im Bereich des huttischen Besitzes in Salmünster und Joßgrund anstrebten. In 1366 war dieser Streit soweit eskaliert, dass die Rede von einem „kryg“ war.
Im Rahmen des Sternerkrieges kam es dann zu weiteren Konfrontationen mit Hanau. Hanau gehörte zum Sternerbund, der gegen den Landgrafen von Hessen opponierte. Die von Hutten standen auf Seiten des Landgrafen. Im Frühjahr 1373 kam es in Steinau zu einem Straßenkampf zwischen den Herren von Hanau und den Rittern von Hutten. In diesem Kampf wurde Frowin von Ulrich IV. von Hanau erschlagen. Frowins Bruder Konrad gelang es im weiteren Verlauf des Kampfes Ulrich festzunehmen. Unter Vermittlung von Adolf Graf von Nassau (Bischof von Speyer), dem Neffen Ulrichs wurde in Orb ein Sühnevertrag vermittelt. Hier bekannte Ulrich von Hanau seine Schuld am Tod Frowins und musste umfangreiche Wiedergutmachung leisten. Unter anderem musste auch ein Steinkreuz zum Gedenken an Frowin am Ort des Geschehens in Steinau errichtet werden.